# Mozart et la franc-maçonnerie

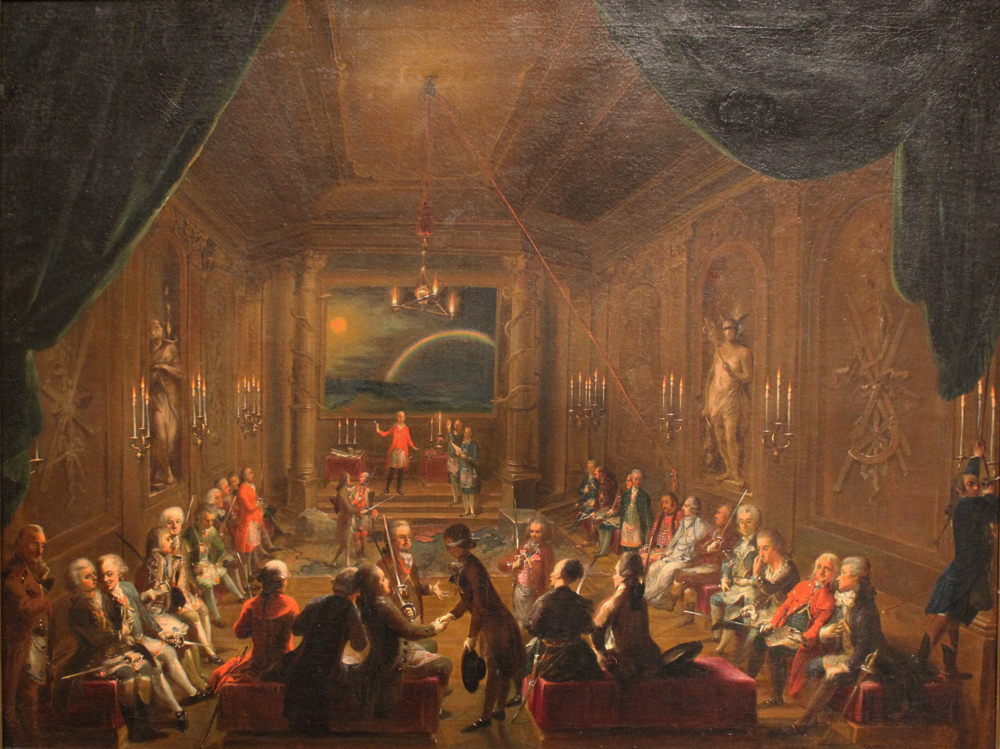
Tableau qui représente l'intérieur de ce que l'on croît être la loge, à Vienne. On pense que Mozart est représenté à l'extrême droite, avec un habit noir et épée, assis au côté de son ami Emanuel Schikaneder (avec un habit rouge). Peinture à l'huile, 1782.

Wolfgang Amadeus Mozart a été franc-maçon durant les sept dernières années de sa vie. L'institution maçonnique a joué un rôle important dans les fins de sa vie et son œuvre.

## Historique
Mozart a été admis comme apprenti à la loge maçonnique de Vienne appelée Zur Wohltätigkeit (la Bienfaisance) le 14 décembre 1784. Il a été promu au grade de compagnon le 7 janvier 1785, et est devenu maître « en un court laps de temps ». Le 22 avril 1785, Mozart figure déjà comme maître maçon dans les archives de la loge. Mozart a aussi assisté à des réunions d'une autre loge, appelée Zur wahren Eintracht (« À la vraie Concorde »). Les deux loges pratiquaient un rite maçonnique selon le système de Zinnendorf,. Selon Otto Erich Deutsch, cette loge était « la plus recherchée et la plus aristocratique de Vienne. Mozart, faisant partie des meilleurs musiciens compagnons, a été bien accepté dans toutes les loges ». Il a eu comme parrain le naturaliste Ignaz von Born. La propre loge de Mozart, Zur Wohltätigkeit, s'est unie à deux autres en décembre 1785, à la suite de la réforme impériale de la franc-maçonnerie (le Freimaurerpatent, décret maçonnique) ce même mois, et ainsi Mozart a appartenu à une loge appelée Zur neugekrönten Hoffnung (« L'espérance nouvellement couronnée »).
Il faut rappeler que durant sa visite à Vienne en 1785, le propre père de Mozart, Leopold Mozart, est devenu aussi franc-maçon.

## Musique et idéologie maçonnique

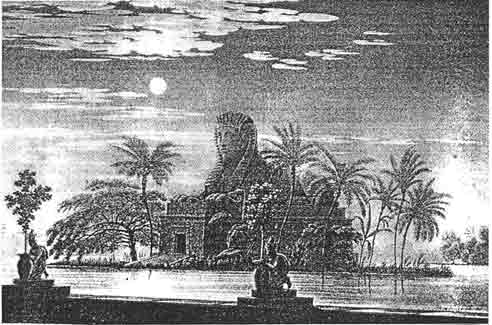
Maquette réalisée par l'architecte allemand Karl Friedrich Schinkel vers 1815, pour la mise en scène de La Flûte enchantée, opéra de Mozart qui décrit une initiation, avec des symboles maçonniques.

La position de Mozart dans le mouvement maçonnique, selon Maynard Solomon, tendait au rationalisme, inspiré par le Siècle des Lumières, contrairement à une partie des  membres de la franc-maçonnerie qui étaient attirés par le mysticisme et l'occultisme.
Ce courant rationaliste est identifié par Katharine Thomson comme celui des Illuminés, un groupe d'inspiration maçonnique qui a été fondé par Adam Weishaupt, professeur bavarois de droit canonique qui a été également ami de Mozart,.
Les Illuminés ont puisé leur inspiration dans le Siècle des Lumières, avec la vision humaniste des philosophes français Jean-Jacques Rousseau et Denis Diderot. Par exemple, les Illuminés affirmaient que la classe sociale ne coïncidait pas avec la noblesse de l'esprit, mais que les personnes des classes les plus basses pouvaient être d'esprit noble, de même que certains nés nobles pouvaient être lâches. Ce point de vue transparaît dans les opéras de Mozart. Par exemple, dans Les Noces de Figaro, un opéra basé sur la pièce de Pierre Beaumarchais (lui aussi maçon), Figaro est une personne de basse extraction agissant comme un héros et, au contraire, le comte Almaviva est celui qui se comporte comme un roturier.
Les francs-maçons ont utilisé la musique dans leurs cérémonies, et ont adopté la vision humaniste de Rousseau sur le sens de la musique. « Le but de la musique dans les cérémonies [maçonniques] est de favoriser les nobles pensées et l'unité entre les membres», de sorte qu'ils puissent « adhérer à l'idée de l'innocence et du bonheur », selon ce qu'écrit L. F. Lenz dans une édition contemporaine de chants maçonniques. « La musique devait inspirer des sentiments d'humanité, sagesse et patience, courage et honnêteté, loyauté envers les amis et finalement un sentiment de liberté. ».
Cette vision suppose un style musical assez différent du style galant, qui était dominant à cette époque. Le style galant dans la musique était habituellement mélodique, avec un accompagnement harmonique, et non polyphonique, et la ligne mélodique souvent possédait une ornementation riche, avec des trilles et autres effets virtuoses. Le style conforme à la vision maçonnique était beaucoup moins virtuose et ornementé. Le style de composition de Mozart peut être catalogué comme « humaniste », et coïncide avec la vision maçonnique de la musique.

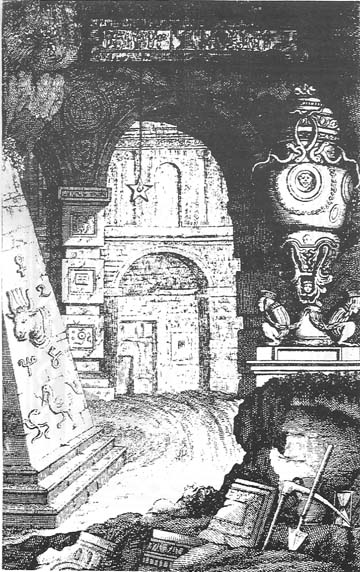
Le frontispice du livret de Die Zauberflöte, illustré par Ignaz Alberti. Nombre de symboles maçonniques y figurent, notamment l'étoile flamboyante. Figure également la porte donnant accès aux chambres « intérieures », la grande pyramide et ses hiéroglyphes, ainsi qu'une série d'emblèmes : l'étoile à cinq branches, l'équerre, la truelle et le sablier voisinant avec des colonnes et des dalles brisées.

La musique des francs-maçons contient des phrases et des formes musicales qui possèdent des significations particulières. Par exemple, la cérémonie d'initiation maçonnique commençait quand le candidat frappait trois coups à la porte pour solliciter son admission. Cela se traduit musicalement — dans le livret cela est désigné clairement au no 9a, par les mots Der dreimalige Akkord (« l'accord répété trois fois ») — par la figure suivante :
La lecture audio n'est pas prise en charge dans votre navigateur. Vous pouvez télécharger le fichier audio.
Cette figure apparaît dans l'ouverture de l'opéra de Mozart La Flûte enchantée aux mesures 1–3 — en tant que « silete » dit Strycker — 97–102 et 225–226. Cette cellule rythmique (une brève, deux longues) correspond au second grade de la franc-maçonnerie, celui de compagnon. 
Malgré cette présence de la franc-maçonnerie dans la musique et l'activité de Mozart, certains musicologues s'interrogent sur l'attachement personnel de Mozart à l'idéologie maçonnique. Peter Paul Fuchs note que Mozart était un catholique dévot, religion qui menaçait les francs-maçons d'excommunication. « Mozart a été attiré par divers mouvements de pensée dans ses œuvres et probablement dans sa vie privée. Il y a peu de preuves qu'il ait trouvé ces tensions troublantes... ». Et le musicologue David J. Buch note que beaucoup de formules musicales de Mozart identifiées à de la musique maçonnique ont aussi des précédents dans la musique non maçonnique. Par exemple, les trois notes, qui proviennent du genre français du « merveilleux », apparaissent déjà dans le théâtre musical du début du XVIIIe siècle. Les trois accords de l'ouverture se retrouvent dans d'autres œuvres du XVIIIe siècle, comme L'Armida de Tommaso Traetta et La Circe de Giuseppe Gazzaniga, opéras qui n'ont aucun lien avec la franc-maçonnerie. Philippe Autexier affirme pour sa part, dans un chapitre du Dictionnaire Mozart de Robbins Landon sur la franc-maçonnerie qui lui est confiée : « Bien que les archives des deux ateliers auxquels il appartint n'aient pas été conservées, la documentation existante témoigne de son engagement maçonnique, tant au niveau biographique qu'au plan musical. »

## Symboles maçonniques chez Mozart
Selon Katharine Thomson, il y a beaucoup d'exemples de symboles musicaux spécifiques ayant leurs origines dans les rituels maçonniques et qui d'après elle figurent dans les compositions de Mozart. Elle cite pour étayer son interprétation : l'emploi de retards pour traduire le compagnonnage et l'amitié, l'emploi d'harmonies ternaires pour mettre en valeur le sens particulier du nombre trois dans la franc-maçonnerie, et les rythmes et harmonies spéciaux pour symboliser la force et autres qualités.
Ce type d'interprétation symbolique est remise en cause par l'historien de la musique Philippe Autexier qui au travers de son analyse de la « musique maçonnique », constate la faiblesse des travaux documentaires sur le sujet et la méconnaissance des sources des livrets de Mozart qui, selon lui, ne sont en rien maçonnique. Il en réalise une synthèse dans son article publié dans le Dictionnaire Mozart, dans le paragraphe intitulé Éléments maçonniques dans la musique. Il y cite un certain nombre d'emprunts (mélodie vénitienne, choral luthérien...) et liste également un nombre de pièces et de procédés (tonalités, rythmes) propres au « langage maçonnique de Mozart ».

## Compositions pour rituel
Composition de Mozart pour rituel maçonnique :
- Chanson, Lobegesang auf die feierliche Johannisloge: "O heiliges Band der Freundschaft treuer Brüder" (O lien sacré d'amitié entre vrais frères), K 148/125h, (1772)
- Cantate "Dir, Seele des Weltalls", K. 429/468a (fragment, complété par M. Stadler) (1783)
- Gesellenreise, KV 468, lied « pour être utilisé lors de la nomination de nouveaux officiers », 27 mars 1785.
- Die Maurerfreude (La joie du maçon), KV 471, cantate pour ténor, chœur d'hommes et orchestre, créée le 24 avril 1785.
- Maurerische Trauermusik (Musique funèbre maçonnique), KV 477/KV 479a, avant novembre 1785.
- Zerfliesset heut, geliebte Brüder KV 483 et Ihr, unsre neuen Leiter  KV 484, deux chants pour ténor et orgue avec chœur conclusif ; pour célébrer l'inauguration de Zur Neugekrönten Hoffnung, 14 janvier 1786.
- Die ihr die unermesslichen Weltalls Schöpfer ehrt (Eine Kleine Deutsche Kantate), pour ténor et piano, KV 619 (1791).
- Laut verkünde unsre Freude (Eine Kleine Freimaurer-Kantate), pour solistes, chœur d'hommes et orchestre, KV 623, créée sous la direction du compositeur le 17 novembre 1791.
- Chanson, «Laßt uns mit geschlungen Händen», K. 623a, (« pour la fermeture de la loge » et le chœur final prévu à K. 623) (1791; attribution incertaine).

## Influences maçonniques
L'opéra La Flûte enchantée et la musique de scène de Thamos, roi d'Égypte sont « résolument » marqués par des influences maçonniques,.
Thamos est une musique de scène destinée à la pièce du baron Tobias Philipp von Gebler, franc-maçon et important membre du gouvernement autrichien. Le thème de la pièce « est la victoire de la fidélité en dépit de toute adversité ». Le livret de La Flûte enchantée trouve là, une de ses sources,.

## Relations maçonniques
Voici une liste partielle de personnalités parmi les membres de la famille de Mozart, ses patrons et autres compositeurs, qui appartenaient aussi à la franc-maçonnerie :
- Joseph Haydn, ami et compagnon (n'est venu qu'à une réunion)[30],[31]
- Otto Heinrich von Gemmingen-Hornberg (en), ami, compagnon et fondateur de la loge Zur Wohltätigkeit (« À la Bienfaisance »)[32].
- Joseph Lange, son beau-frère.
- Prince Lichnowsky, ami et patron ; « À la Bienfaisance » depuis 1783.
- Leopold Mozart, son père, dans la loge Zur wahren Eintracht (« À la vraie concorde ») en avril 1785[33].
- Johann Michael Puchberg, ami très proche qui lui a prêté de l'argent. Membre de la loge Zur Wahrheit (« À la vérité »), il est le trésorier de Zur wahren Eintracht (« À la vraie Concorde »)[34].
- Emanuel Schikaneder, ami et collaborateur dans La Flûte enchantée (librettiste et directeur de compagnie théâtrale)[35].
- Anton Stadler, clarinettiste, ami et compagnon[36].
- Gottfried van Swieten, ami et patron[37].